# Havingapolder
De Havingapolder is een voormalig waterschap in de provincie Groningen.
Het waterschap lag aan de zuidkant van Zuidwending, iets meer dan 2½ km vanaf de N366. De polder had twee ingelanden, waarvan slechts één de bemaling bekostigde van het molentje dat uitsloeg op een zijwijk van de Zuidwendingerhoofdvaart. Vanaf 1970 functioneerde de molen niet meer. Het duurde echter tot 1992 dat het waterschap officieel werd opgeheven.
Waterstaatkundig gezien ligt het gebied sinds 2000 binnen dat van het waterschap Hunze en Aa's.